# Lichter der Stadt (Film)
Lichter der Stadt (internationaler Titel: City Lights) ist ein im Jahr 2020 entstandener Film, der am 5. November 2020 das FILMZ – Festival des deutschen Kinos eröffnet hat. Der Film wurde ohne einen einzigen Schnitt gedreht. Der Film startete am 2. Juni 2022 in den deutschen Kinos.

## Handlung
Köln bei Nacht: Joscha ist auf Hochspannung. Seine Nachbarin übergibt ihm versehentlich eine Tüte mit Medikamenten, für die er ab sofort verantwortlich ist. Von einem Dealer lässt er sich eine ganz besondere Pille geben. Doch von der Einnahme wird Joscha immer wieder durch zufällige Begegnungen mit Freunden und Bekannten abgehalten. Immer tiefere Einblicke geben diese Gespräche in Joschas Vergangenheit und in sein chaotisches Leben, das ihn bis zu diesem Punkt geführt hat. Als er endlich Zeit findet, die Pille zu nehmen, fängt seine Reise richtig an und er fragt sich, ob es die richtige Entscheidung war.

## Hintergrund
Ursprünglich sollte die Premiere in einem Kino stattfinden, doch wegen der Pandemie-bedingten Kinoschließungen wurde die Premiere ins Netz verlegt.
„Es ist mir eine Ehre das Filmz – Festival des deutschen Kinos mit dem Film Lichter der Stadt eröffnen zu dürfen. Die Zeiten sind kompliziert und es ist wichtig, dass das Festival stattfindet, wenn auch nicht physisch ... Gerade jetzt in diesen Zeiten spüre ich, wie wichtig Kultur für unser Leben ist. Brot alleine macht uns nicht satt. Das menschliche Bedürfnis nach Geschichten, nach Musik und Bildern lässt sich nicht eindämmen“, so Malte Wirtz. Bei dem Q&A nach der Weltpremiere wurden der Regisseur und die Schauspieler gefragt, wie viele Takes gedreht wurden, doch offenbar konnte sich keiner aus dem Team an die genaue Anzahl erinnern. Der Film wurde außerdem beim Lichter Filmfest Frankfurt International und beim One Take Filmfestival in Zagreb gezeigt.

## Kritik
Frankfurter Allgemeine Zeitung:

„In der Einfachheit des Plots liegt die Stärke des Films. Es braucht manchmal nicht viel, um in Geschichten hineingezogen zu werden. Der Hauptdarsteller Tim-Fabian Hoffmann versteht es, Joschas Verzweiflung unaufgeregt Ausdruck zu verleihen.“

Kino-Zeit.de:

„Mit den Entfernungen tut sich Lichter der Stadt viel schwerer. Denn die Grundidee ist, dass Joscha den Rhein zwischen der Kölner Altstadt und der schäl Sick in Deutz überqueren muss – was man durchaus symbolisch nehmen darf: als eine andere Seite, eine neue Dimension des Lebens. Aber die Brücke ist lang und laut, von vielen Autos befahren. Regisseur Malte Wirtz behilft sich mit einem melancholischen, selbst getexteten Lied zur betörenden Musik von Filmkomponist Shaul Bustan. Aber es hilft nichts. Der Film verliert für einige Minuten seinen Faden und man ertappt sich beim Nachdenken darüber, ob nicht vielleicht gleich doch ein versteckter Schnitt kommt. Unabhängig von diesem Einwand ist Lichter der Stadt aber ein gutes Beispiel dafür, wie Filmemachen jenseits der Fördergeldmaschinerie auch aussehen kann: experimentell, mit vollen Risiko und spürbarer Begeisterung aller Beteiligten. „Go with the Flow“, sagt Karlotta einmal, als Verdichtung ihres Lebensgefühls. Der Film hält sich daran, fließt geschmeidig wie der Rhein, lässt die Zügel der Kontrolle fahren. Besonders Schauspieler Tim-Fabian Hoffmann läuft als Joscha mit seinem schillernden Facettenreichtum zu großer Form auf. Und in dem stark geforderten Kameramann Francisco de la Torre haben die Darsteller einen einfühlsamen, auf alle äußeren Zwischenfälle souverän reagierenden Mitspieler.“

epd Film:

„Dieses Gefühl des treibenden Sinnverlustes fängt der Film auf ziemlich gelungene Weise ein. Ständig ist der Film in Bewegung, ohne dass dabei wirklich etwas passiert: zittrig, unstetig und wankelmütig. Dies ist auch deshalb so einnehmend, weil es keinen einzigen Schnitt gibt, alles in einem Take gefilmt ist. (…) Regisseur und Drehbuchautor Malte Wirtz ging es bereits in seinen Filmen »VOLL PAULA!« und »HARD & UGLY« um Spontanität und die kleinen Wunderlichkeiten des Alltags.“

Filmdienst:

„In Lichter der Stadt hilft die gewählte Inszenierung dabei, dem Film seine entscheidende Qualität zu verleihen, nämlich ganz und gar in der Gegenwart verankert zu sein. Dazu passt die ostentative Offenheit des Drehbuchs und die Lust des Filmemachers, seinen Darstellern beim Improvisieren zuzuschauen. Früher am Abend begegnen wir Joscha (Tim-Fabian Hoffmann) bereits am Rheinufer. Er, eine Art verspäteter Hipster mit seltsamen modischen Präferenzen, wirkt sehr nervös, raucht und telefoniert, hinterlässt Nachrichten auf Apparaten anderer.“